# Între Stan și Bran
Între Stan și Bran este o operă literară scrisă de Ion Luca Caragiale. 